# NBA 2K14
NBA 2K14 è un videogioco di basket NBA sviluppato da Visual Concepts, successore di NBA 2K13 nella serie NBA 2K, pubblicato il 4 ottobre 2013.
Il 6 giugno 2013 viene annunciato tramite un video su YouTube, attraverso un'intervista di Steve Kerr, che LeBron James sarà il nuovo testimonial sulla copertina del videogame NBA 2K14.
Nel nuovo videogame è possibile utilizzare quattordici squadre dell'Eurolega, come Olimpia Milano, Mens Sana Siena, Alba Berlino, Barcellona, Real Madrid, Cska Mosca, Fenerbahçe, Efes, Panathinaikos, Maccabi Tel Aviv, Zalgiris Kaunas, Club Baloncesto Málaga e Laboral Kutxa Vitoria, oltre ai campioni d'Europa dell'Olympiakos.